# Comissão Construtora da Nova Capital
A Comissão Construtora da Nova Capital (CCNC) foi o órgão responsável por conduzir a construção da atual cidade de Belo Horizonte, que substituiria Ouro Preto como a capital de Minas Gerais. O órgão era subordinado ao estado de Minas Gerais e contava com uma grande quantidade de funcionários de diferentes ramos: engenheiros-arquitetos, tesoureiros, amanuenses, construtores, pedreiros, marceneiros etc.

## A criação da comissão e a transferência da capital
Debates sobre a transferência da capital mineira começaram por volta 1891 e já em 1893 o planejamento e a construção da cidade tiveram a execução iniciada. As justificativas dadas pelas elites mineiras para a mudança da capital, eram, principalmente: a estagnação da economia mineira; a dissociação entre poder político e econômico em Minas Gerais; e a desarticulação territorial do Estado. A criação de uma nova sede para o governo mineiro foi a tentativa para solucionar esses problemas. Assim, a Cidade de Minas, nome dado a Belo Horizonte até 1901, foi inaugurada em 1897.
Promulgada no dia 17 de dezembro de 1893, a lei que decretou a mudança da sede administrativa de Ouro Preto para a região do Arraial do Curral Del Rey, estabelecia quatro anos para a finalização do projeto. Já no dia 14 fevereiro de 1894, a Comissão Construtora da Nova Capital (CCNC) foi organizada, a partir do Decreto Estadual n. 680 e de seu regimento anexo.
A CCNC ficou encarregada da concepção do projeto da cidade, dos estudos da paisagem geográfica e humana do Arraial e da condução das obras que implementaram a atual Belo Horizonte. Esses trabalhos foram chefiados pelo engenheiro Aarão Reis, convocado diretamente pelo então governador Afonso Pena. O restante dos colaboradores da Comissão foram designados por Aarão Reis – eram homens de sua confiança, ex-membros da Comissão de Estudos das Localidades Indicadas para Nova Capital (Celinc), em sua maioria da Escola Politécnica do Rio de Janeiro. Os trabalhos geodésicos e topográficos foram feitos pela Divisão de Estudos e Preparo do Solo, chefiada pelo engenheiro Samuel Gomes Pereira. O Escritório Técnico, dirigido por Hermínio Alves, ficou responsável pela linguagem gráfica e produção de mapas e plantas.

## Um plano republicano
A Comissão Construtora da Nova Capital ficou responsável  por mapear o terreno, cadastrar e desapropriar terras e definir o projeto e os usos do solo urbano. Esses trabalhos, que exigiam atividades de campo e de gabinete, foram coordenados pelo engenheiro-chefe Aarão Reis e desenvolvidos por funcionários de sua escolha. Isso não significava apenas que esses eram homens de mesma formação, mas também que eram homens que se alinhavam a um mesmo projeto de Brasil. Composta por positivistas entusiasmados com a recente proclamação da República Brasileira, a CCNC desenhou a cidade emblema do projeto republicano.
A Cidade de Minas foi a primeira cidade planejada do período republicano e, além de visar o desenvolvimento e a integração de Minas Gerais, a CCNC almejava construir uma cidade moderna, racional, baseada em ideais progressistas e sanitaristas. Como se pretendia vitrine da civilização, a cidade foi planejada sob os moldes de modernização europeus e norte-americanos. O plano da Comissão, assinado por Aarão Reis, foi apresentado no ano de 1895. Podemos observar que o traçado da cidade foi feito no estilo geométrico e linear de um tabuleiro de xadrez, com destaque para as avenidas diagonais que atravessam a zona urbana. As montanhas da Serra do Curral foram um importante ponto de referência para a ocupação espacial, que apesar de visar à modernidade, se ancorava na tradição e nas paisagens típicas da identidade mineira.
Além disso, o plano de Aarão Reis dividia a Cidade de Minas havia em três zonas concêntricas: a área urbana, delimitada pela Avenida do Contorno; a zona suburbana, área de transição; e a zona rural – o campo. A área urbana foi a melhor detalhada pela CCNC:
Nela, houve a superposição de duas malhas: uma ortogonal, baseado no xadrez, e outra diagonal. A primeira, representada pelas ruas e a segunda, pelas avenidas. Às ruas foi dada a largura de 20 metros; às avenidas, 35. Mas, à principal avenida foi dada atenção especial, pois a mesma cumpria função estética, de circulação e de ordenamento do espaço. (...) Esta grande avenida (Afonso Pena), à maneira dos boulevards parisienses, é apresentada por Aarão Reis como uma via larga o suficiente para abrigar faixa central de areia para passeios a cavalo, dois passeios laterais junto a esta; duas faixas para a circulação de veículos; e mais dois passeios junto aos prédios. Para Angotti-Salgueiro, não estava em questão em Belo Horizonte, como na Paris de Haussmann, a circulação como elemento estratégico do planejamento urbano (ANGOTTI-SALGUEIRO, 1995, p.200). (...) No planejamento urbano, as praças cumpriram a função de quebrar a monotonia da superposição das duas malhas, ao mesmo tempo que, ao cortarem ruas e avenidas, dariam “largueza para o effeito architectonico dos edifícios públicos, verdadeiros palácios esplendidamente situados” (MINAS GERAES. Revista Geral dos Trabalhos I, 1895a, p.97-101).
A cidade real, contudo, não correspondeu perfeitamente à cidade planejada. Parte da zona suburbana foi transformada em “zona colonial”, espaço voltado à modernização agrária que não estava proposto no plano original da CCNC. Assim, boa parte dos bairros suburbanos tornaram-se rurais, “colocando em contato direto o campo e a cidade”. O pedido de demissão de Aarão Reis da coordenação da CCNC, em 1875, e sua substituição por Francisco Bicalho foi um dos motivos que contribuiu para essa e outras modificações no plano original.
A forma que o plano tomou também contribuía para a hierarquização do território citadino, que se tornou historicamente um local segmentado e segregado, que afastou as camadas populares para as áreas suburbanas e rurais. Já que a massa de trabalhadores não conseguia viver no centro, o crescimento da cidade ocorreu inicialmente nos subúrbios, ao contrário do que esperava Aarão Reis. “De fato, no fim dos anos 1920, Belo Horizonte apresentava-se como uma cidade curiosamente vazia no centro e adensada na sua primeira periferia e assim permaneceu até os anos 1970.” Os espaços periféricos, como consequência, receberam menos investimentos públicos e privados, ficando por muito tempo alheios aos serviços e infraestrutura urbanos.

## Gabinete fotográfico
A Comissão Construtora da Nova Capital, com a intenção de propagandear a recém construída Cidade de Minas, patrocinou a publicação do Album de vistas locaes e das obras projetadas para a edificação da nova cidade, em 1895. Ehrhard Brand foi o fotógrafo que organizou essa coleção ilustrada, que continha três imagens do antigo Arraial Curral Del Rei, doze projetos arquitetônicos e duas plantas. Foram impressas cinco mil unidades do álbum, distribuídas para o público geral.
As imagens utilizadas para a produção desse impresso foram fotografias do acervo do Gabinete Fotográfico da Comissão Construtora. Essa seção da CCNC, foi criada com o intuito de registrar as mudanças que ocorreram durante a edificação da atual Belo Horizonte. Tanto o álbum, quanto o restante das fotografias produzidas pela Comissão, foram subsidiados pelo governo e produziram um conjunto de documentos que exalta a grandiosidade da construção da Cidade de Minas, além de seu caráter progressivo e moderno. Propositalmente ou não, ambos os documentos contribuíram para a construção de uma memória otimista do projeto da Nova Capital. Por outro lado, essas mesmas imagens contêm memórias fragmentadas que nos contam as histórias das populações desapropriadas do antigo Arraial.

### Acervo
Uma importante ferramenta de pesquisa foi produzida nos últimos anos, a partir da parceria entre o Arquivo Público da Cidade de Belo Horizonte, do Arquivo Público Mineiro e do Museu Histórico Abílio Barreto. Nessa base de dados digital, encontram-se fotografias, manuscritos, mapas, plantas, desenhos técnicos e objetos relacionados à CCNC ou por ela produzidos.